# 모리오카 가오루
모리오카 가오루(일본어: 森岡薫, 1979년 4월 7일 ~ )는 일본의 풋살 선수로 현재 나고야 오션스 소속으로 뛰고 있다.

## 수상
클럽
- 나고야 오션스

F.리그
우승(7): 2007-08, 2008-09, 2009-10, 2010-11, 2011-12, 2012-13, 2013-14
푸마컵
우승(2): 2013, 2014
AFC 풋살 클럽 챔피언십
우승(1): 2011, 2014
국가대표팀
- 일본 풋살 국가대표팀

AFC 풋살 선수권 대회
우승(1): 2014